# Flüchtlingsheim in Weissach im Tal
Das Flüchtlingsheim in Weissach im Tal war ein dreistöckiges Gebäude in der Welzheimer Straße, das bei einem Brand im August 2015 vollständig zerstört wurde. In dem gemeindeeigenen Haus lebten immer wieder Asylbewerber. Schon 2005 wurde es durch einen Brandanschlag beschädigt.

## Brandanschlag 2005
Am Samstag, den 5. September 2005 ging um 23:56 Uhr ein Notruf bei der Polizei ein. Gegen die Asylbewerberunterkunft Welzheimer Straße wurde von einem unbekannten Täter ein Brandsatz geworfen. Zum Zeitpunkt des Anschlages hielten sich in der Asylbewerberunterkunft elf Personen auf, von denen niemand verletzt wurde. Gegenüber brannten Lagerbestände einer Tonwarenfabrik. Beide Brände erloschen von alleine und die Feuerwehr musste nicht eingreifen. Um den Täter zu finden, setzte die Polizei eine Großfahndung in Gang. Anhand einer Wärmebildkamera in einem Polizeihubschrauber wurde die weitere Umgebung der Asylbewerberunterkunft abgesucht. Ein damals 17-jähriger Neonazi wurde als Täter ermittelt und zu einer mehrjährigen Haftstrafe verurteilt.

## Brand 2015 und Wiederaufbau
2015 sollten in dem Haus Flüchtlinge untergebracht werden. In der Nacht zum 24. August 2015 geriet das Haus in Flammen. Um kurz nach 5 Uhr traf die Feuerwehr ein und hatte den Brand nach etwa einer Stunde unter Kontrolle. Verletzt wurde niemand.
Das Gebäude sollte renoviert werden. Der Schaden an dem inzwischen recht alten Gebäude beträgt mehrere zehntausend Euro. Bereits am Nachmittag nach dem Brand wurde mit dem Abriss des Gebäudes begonnen. Laut Polizei war dies aus Sicherheitsgründen notwendig, auch eine Begehung des akut einsturzgefährdeten Gebäudes sei nicht mehr möglich gewesen.
Die Polizei machte zunächst deutlich, dass die Brandursache noch unklar sei. Auch einen Brandanschlag zog die Polizei früh in Betracht, die Spurensicherung bestätigte anschließend Brandstiftung als Ursache des Feuers.
Wenige Wochen nach dem Brandanschlag, am 1. Oktober 2015, machte das nahegelegene Bildungszentrum Weissacher Tal mit einer ein Kilometer langen Menschenkette von der Schule zur Brandruine auf den Vorfall aufmerksam. Die Schule, die ca. 1300 Schüler hat, ist Mitglied im europaweiten Netzwerk Schule ohne Rassismus – Schule mit Courage.
Die Gemeinde Weissach im Tal will mit ein neues Flüchtlingsheims an der Stelle der abgebrannten Unterkunft noch 2015 beginnen und damit ein Zeichen gegen Fremdenfeindlichkeit setzen. Einen entsprechenden Vorschlag des Projektes wurde u. a. von Ordnungsamtsleiter Rudolf Scharer dem Gemeinderat wenige Wochen nach dem Anschlag präsentiert.